# Beauvois-en-Vermandois
Beauvois-en-Vermandois là một xã ở tỉnh Aisne, vùng Hauts-de-France thuộc miền bắc nước Pháp.